# Серкю, Альберт
Альберт Серкю (нидерл. Albert Sercu; 26 января 1918,  коммуна Борнем, провинция Антверпен, Бельгия — 24 августа 1978,  Руселаре, Бельгия) — бельгийский профессиональный шоссейный и трековый велогонщик в 1940-1952 годах. Победитель велогонок: Нокере Курсе (1947), Дварс дор Фландерен (1947), Омлоп Хет Ниувсблад (1947). Отец бельгийского велогонщика, олимпийского чемпиона и чемпиона  мира Патрика Серкю.

## Достижения
1937
2-й Тур Фландрии U23
1939
1-й Тур Фландрии U23
1941
3-й Чемпионат Фландрии
1942
2-й Чемпионат Бельгии - Групповая гонка
1943
2-й Тур Фландрии
5-й Париж — Рубе
10-й Схелдепрейс
1945
2-й Тур Фландрии
2-й Гран-при Вилворде
3-й Халле — Ингойгем
7-й Флеш Валонь
9-й Париж — Тур
1946
2-й Чемпионат Фландрии
4-й Тур Бельгии — Генеральная классификация
1-й — Этапы 4 и 6
4-й Тур Фландрии
1947
1-й Нокере Курсе
1-й Дварс дор Фландерен
1-й Омлоп Хет Ниувсблад
1-й Гран-при Вилворде
2-й  Чемпионат мира - Групповая гонка (проф.)
2-й Схелдепрейс
3-й Париж — Тур
4-й Тур Бельгии — Генеральная классификация
1-й — Этапы 1 и 3
9-й Милан — Сан-Ремо
1948
2-й Париж — Брюссель
1950
1-й — Этапы 3 и 10 Тур Марокко
1951
1-й  Чемпион Европы по трековым велогонкам -  Мэдисон  (вместе с Валер Оливье)

## Статистика выступлений

### Гранд-туры
| Гранд-тур      | 1947 |
| -------------- | ---- |
| Джиро д’Италия | —    |
| Тур де Франс   | НФ   |

| —  | Не участвовал  |
| НФ | Не финишировал |